# 10902 Hebeishida
10902 Hebeishida eller 1997 WB22 är en asteroid i huvudbältet som upptäcktes den 25 november 1997 av Beijing Schmidt CCD Asteroid Program vid Xinglong-observatoriet. Den är uppkallad efter Hebei universitetet i Kina.
Asteroiden har en diameter på ungefär 5 kilometer.